# IC 3910
IC 3910 је двојна звијезда у сазвјежђу Ловачки пси која се налази на листи објеката дубоког неба у Индекс каталогу.
Деклинација објекта је + 39° 43' 13" а ректасцензија 12h 56m 4,8s.